# Кнорр, Гуго
Гуго Кнорр (нем. Hugo Knorr; 17 ноября 1834, Кёнигсберг — 29 сентября 1904, Карлсруэ) — немецкий художник-пейзажист.

## Биография
Гуго Кнорр родился 17 ноября 1834 года в городе Кёнигсберге. Получил образование в Кёнигсбергской академии художеств, совершенствовался под руководством Августа Берендсена. Ездил в 1861 году в Норвегию, после чего представил виды гор и лесов этой страны на рисунках и картинах, замечательных по живописности мотивов и по поэтичной передаче природы и её явлений.
С 1873 года преподавал в политехническом институте в Карлсруэ. Из его произведений известны десять картонов с сюжетами из саги Фритиофа (1867), серии рисунков на тему: «Что освещает месяц»; другая подобная серия под названием «Сказки царицы-Зимы».
Гуго Кнорр умер 29 сентября 1904 года в городе Карлсруэ.